# Losartan
Losartanul este un medicament antihipertensiv, fiind utilizat în tratamentul hipertensiunii arteriale. Acționează ca antagonist al receptorilor angiotensinei II (sartan, BRA). Calea de administrare disponibilă este cea orală.
Se află pe lista medicamentelor esențiale ale Organizației Mondiale a Sănătății. Este disponibil sub formă de medicament generic.

## Utilizări medicale
Losartan este utilizat în tratamentul hipertensiunii arteriale esențiale. Se poate asocia cu hidroclorotiazidă.